# Padaido-eilanden
De Padaido-eilanden, ook bekend als de Padaido-archipel, vormen een eilandengroep in de Indonesische provincie Papoea. De eilanden liggen in de Geelvinkbaai, ten zuiden en zuidoosten van het eiland Biak. De archipel bestaat uit vele kleine eilanden en koraalriffen. 

## Geografie
De Padaido-archipel bestaat uit 29 eilanden. Het meest westelijke eiland is Owi. Auki, Pai, Mios Woendi en Nusi zijn onderdeel van de uitgestrekte Woendi-atol, omgeven door een koraalrif, die het district Padaido binnen het regentschap vormt. Pekreki ligt ten westen van de atol. Een oostelijke groep eilanden die het Almando Padaido District vormt, omvat Padaidori, Bromsi, Pasi, Manggwandi, Workbondi, Insamfursi, Samakur, Dauwi, Wamsor, Runi en andere kleine eilanden en riffen.
De eilanden zijn over het algemeen laag en bestaan uit zand, kalksteen of zandsteen.
Negen van de eilanden zijn bewoond. De bewoners werken meestal als vissers, die tonijn en rifvissen vangen. De meeste vissers gebruiken traditionele methoden zoals de haak en netten. Sommigen gebruiken middelen als vergiftiging en dynamietvissen, die schade toebrengen aan de koraalriffen en de planten en dieren die er leven.
Politiek gezien maken de eilanden deel uit van de regentschap Biak Numfor.

## Ecologie
De eilanden liggen in de Koraaldriehoek, waar de grootste diversiteit aan koraalriffen te vinden is. De mariene milieus omvatten uitgestrekte gebieden met koraalrif en zeegrasvelden en kleinere gebieden met mangrovemoeras, vooral op Padaidori.
De eilanden hebben een nat tropisch klimaat. Veel eilanden zijn bebost. Op de meeste eilanden komen strandbossen voor. Verscheidene eilanden hebben kokospalmbossen en op sommige grotere eilanden groeien laaglandbossen op een ondergrond van kalksteen. Sommige strandbossen bestaan voornamelijk uit Casuarina, terwijl andere een mix van soorten hebben, waaronder de bomen en struiken Barringtonia asiatica, Casuarina, geurende schroefpalm (Pandanus tectorius), Scaevola frutescens, Terminalia catappa en waroeboom (Hibiscus tiliaceus). Crinum asiaticum en de parasitaire plant Cassytha filiformis komen voor in de onderlaag van het strandbos. De eilanden zijn onderdeel van de ecoregio regenwouden van Biak-Numfoor.